# コミック・ダンガン
『コミック・ダンガン』（COMIC DANGAN）は、株式会社ダンガンが運営していた日本のウェブコミック配信サイトである。

## 概要
2011年12月2日、ホビージャパンによって開設された。ホビージャパンでは1997年に『コミックジャパン』が創刊号1号を発行したのみで廃刊して以降『月刊ホビージャパン』や『ゲームジャパン』『アームズマガジン』などの情報誌における漫画連載やアンソロジーコミックの発行を中心に漫画の出版事業は継続していたものの、漫画専門誌は持たない状態が続いていた。従って、本サイトの開設は14年振りの漫画専門誌への再参入と見ることも出来る。
同年9月21日のプレオープンに伴う報道発表で連載を予定している作家の陣容と一部の連載予定作品が公表された。オリジナル作品に加えて『クイーンズブレイド リベリオン』などの自社コンテンツ、HJ文庫のライトノベル作品のコミカライズが主なラインナップとなっており、ストーリー漫画が4週間単位のローテーションで毎週金曜日に2〜3本、4コマ漫画が平日に1本ずつのローテーションで更新される。
2012年9月11日からはニコニコ静画で掲載作品のバックナンバーが読める「コミック・ダンガン ニコニコエディション」が開設された。
2014年11月、ホビージャパンから独立する形で株式会社ダンガンが設立され同社の運営となる。
2017年12月1日、サイトリニューアルとして無期限更新停止　その前の更新より4作品中2作品の更新が停止されていた。
2018年10月、再開されることのないまま、閉鎖となる。

## 連載作品
2018年8月25日現在。

### 4コマ（平日更新）
- 中国工場の琴音ちゃん（井上純一）
- 父ちゃんはいつも仕事場（ぢたま(某)）
- M系女子（原案：鉄人、漫画：ひよさん）サイトリニューアル後更新停止
- 女中小春の英断（しまだわかば）　　　　同上

### 連載終了作品
あ行
- 仇討学園（原作：東木栗人、作画：pikomaro）
- あやかしコンビニエンス（ヒライユキオ）
- Venus Project（原作:ガラット、作画：長谷川光司）
- うたたねメルティーハーフ（原作：今科理央、作画：ちんじゃおろおす）
- Aをねらえ!（原作：石崎芋蔵、作画：岩戸あきら）
- 乙女子プロフェッショナル（太平洋海）
- 鬼斬（原作：サイバーステップ、作画：ほのじ）
- おふろのともだちフロバディ（げろたん）
- 俺がヒロインを助けすぎて世界がリトル黙示録!?（原作：なめこ印、キャラクター原案：和狸ナオ、作画：長谷川光司）
- オレと彼女の絶対領域（パンドラボックス）（原作：鷹山誠一、キャラクター原案：伍長、作画：みなづきふたご）

か行
- クイーンズブレイド リベリオン：ZERO（さがら梨々）
- 原発ふれんず 〜Children of the Atom〜（謡犬ユネ） - 4コマ漫画。

さ行
- ざしきのののの（白井三二朗）※ざしきのののの - マンガ図書館Z（外部リンク）
- CP!（ぺけ）
- 地元がステージ! 〜ご当地アイドル♪アンアイリスの活動日誌〜（しまだわかば） - 4コマ漫画。
- ズドンといくぜ（Dr.モロー） - 4コマ漫画。2011年9月から11月のプレオープン期間に連載。
- 絶望のクロージアス（江戸屋ぽち）

た行
- 探冊者たち（藤田かくじ）
- 超神人イズモタイシャー（柏屋コッコ）
- でんわのクロちゃん（田中久仁彦） - 4コマ漫画。※とれたて! ほびーちゃんねるから移籍、その後コミックファイアへ移籍
- トコの長い午後（海野螢）

な行
- 七つの大罪（原作：ホビージャパン）

は行
- はぐれ勇者の鬼畜美学（原作：上栖綴人、キャラクター原案：卵の黄身、作画：中曽根ハイジ）
- 美毘遊伝 〜上杉謙信は三姉妹〜（原作：太田ぐいや、作画：天道まさえ）
- 百花繚乱 兼続&ニアの生活向上委員会（原作：すずきあきら、作画：刻田門大）
- 百花繚乱 サムライブライド（原作：すずきあきら、キャラクター原案：Niθ、作画：緋尾乃嵩巳、演出：八乃多々良）
- 百花繚乱 セブン・スピア（原作：すずきあきら、キャラクター原案：Niθ、作画：八乃多々良）
- ペインキラー琴音ちゃん（井上純一）
- Boichiの漫画の描き方研究所 （Boichi）
- 僕の妹は漢字が読める（原作：かじいたかし、キャラクター原案：皆村春樹、作画：日辻はこ）

ま行
- 魔王なオレと不死姫の指輪（原作：柑橘ゆすら、キャラクター原案：しゅがすく、作画：稍日向）
- 魔法小学生マジカルはずれちゃん（Dr.モロー） - 4コマ漫画。 ※魔法小学生マジカルはずれちゃん - マンガ図書館Z（外部リンク）
- 魔法マダムさゆりさん（森永みぐ）
- 夢幻転生 〜龍希と小虎と戦国ゾンビ〜（ヒロモト森一）
- メイズブレイカーズ（納都花丸）
- MeltyMoment（原作：HOOKSOFT、作画：とめきち）

や行
ら行
- ルート3=（ひとなみにおごれやおなご）（みなぎ得一）※コミックガムへ移籍
- 六畳間の侵略者!?（原作：健速、キャラクター原案：ポコ、作画：有池智実）

わ行

## コミックス
ホビージャパンが運営していた時期の連載作品は同社の漫画単行本のレーベル・HJコミックスとは別に立ち上げられたダンガンコミックスより刊行されていた。2012年4月2日の創刊に伴い発売された単行本第1弾は『クイーンズブレイドリベリオン：ZERO』。2014年にホビージャパンから独立して以降は、ワニブックスの『コミックガム』と同じガムコミックスプラスレーベルからの刊行となっている。